# 테슙

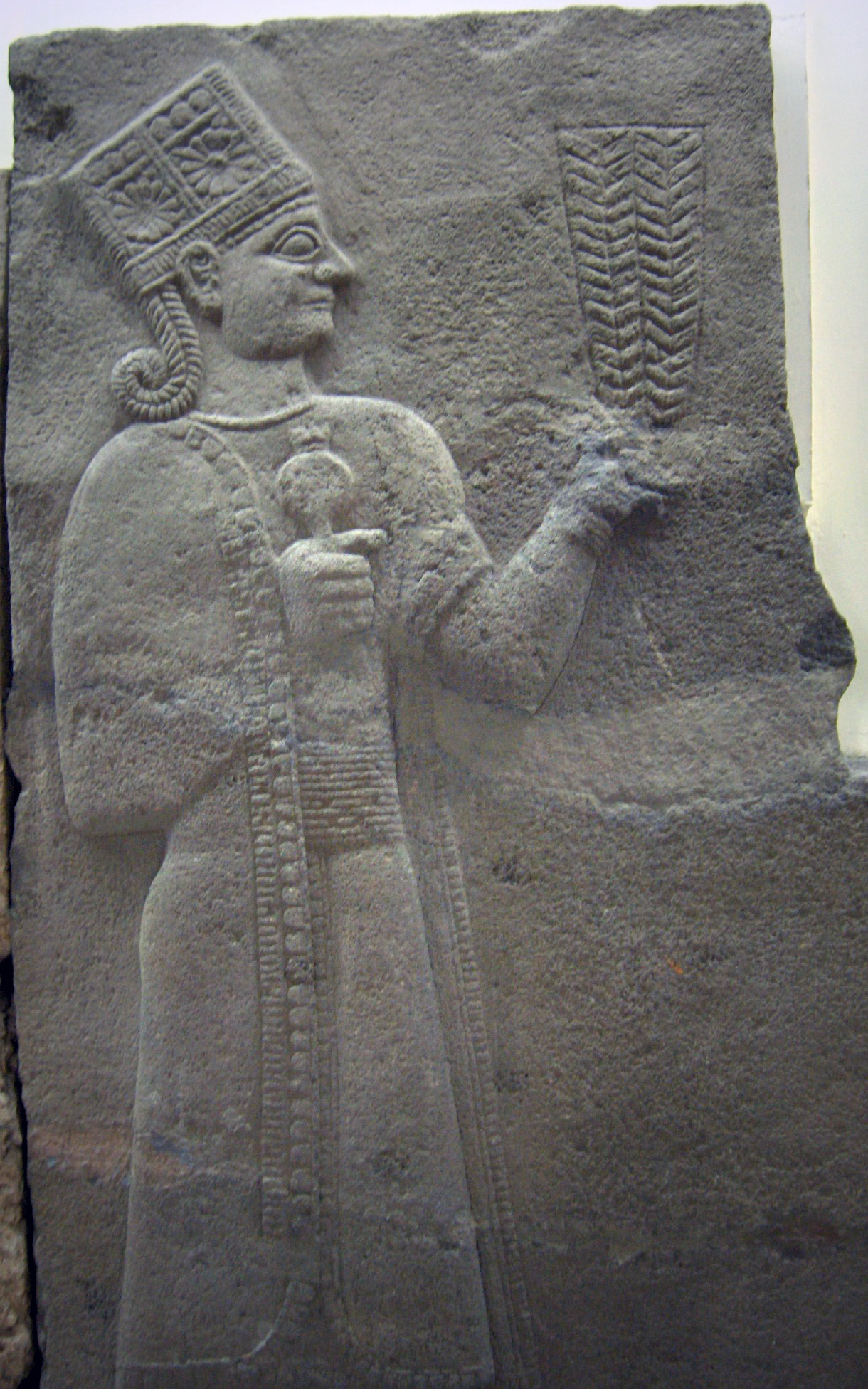
폭풍신 테슙

테슙은 후르리인의 폭풍신으로 하티의 타루에서 유래하였다. 그의 히타이트와 루위어 이름은 타르훈으로 타르훈트, 타르훈타 등이 있다.
그는 번개 무기를 지닌 것으로 기술되며 보통 도끼 또는 철퇴를 사용한다.
성스러운 소는 아나톨리아의 전체에서 그를 나타내는 동물이다. 신화에서 그는 바다의 피조믈 헤다무와 싸웠다.
그의 아들 사루마는 히타이트 신화에 따르면, 그의 가장 위대한 행위 중의 하나는 용 일루얀카를 처형한 것이다. 그는 리그베다의 신 인드라와 흡사하다.
후르리 신화의 테슙은 쿠마르비 신이 그의 아버지 아누의 생식기를 깨물어 삼켰을 때 그가 수태 중이었다.
그는 우라노스, 크로노스와 제우스 신화 이야기에 대해 영감이 되었다.